# Cravo Sur
Cravo Sur je rijeka u Kolumbiji, lijeva pritoka rijeke Meta. Pripada porječju rijeke Orinoco.